# بتی گاروی
بتی گاروی (انگلیسی: Batty Garvey؛ ۵ اکتبر ۱۸۶۵ – ۱۹۱۱ (۴۵−۴۶ سال)) بازیکن فوتبال اهل بریتانیا بود.
از باشگاه‌هایی که در آن بازی کرده‌است می‌توان به باشگاه فوتبال استون ویلا اشاره کرد.